# Aschehoug Verlag
Der landesweit allgemein kurz Aschehoug genannte große norwegische Buchverlag H. Aschehoug & Co. (W. Nygaard) AS oder Aschehoug forlag gehört zu den bedeutendsten norwegischen Buchverlagen, zumal er weiterhin unabhängig von internationalen Buchkonzernen wirtschaftet. Der Unternehmenssitz ist in Oslo. Das Verlagshaus hat rund 500 Angestellte.

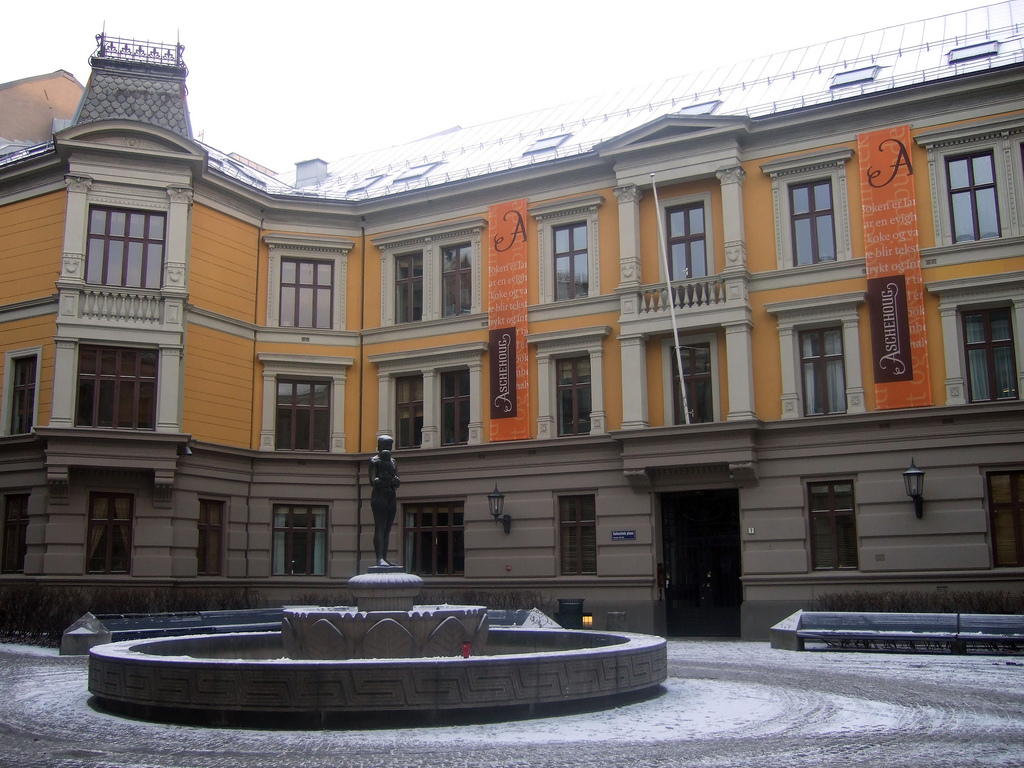
Aschehougs Hauptverwaltungsgebäude in Oslo

## Geschichte
Der Verlag wurde von den Vettern Hieronymus und Halvard Aschehoug 1872 als Buchhandlung gegründet. Von Anfang an war in kleinerem Ausmaß auch eine Verlagstätigkeit inbegriffen, wobei es zunächst hauptsächlich um Schulbücher ging. Im Jahre 1888 wurde das Unternehmen übernommen von William Martin Nygaard and Thorstein Lambrechts (1856–1933), die den markteingeführten Firmennamen beibehielten und die betrieblichen Tätigkeitsfelder stark erweiterten.
Der Verleger William Nygaard zog das Unternehmen 1900 aus dem Buchhandel zurück und schuf ein Verlagshaus mit dem offiziellen Namen H. Aschehoug & Co. (W. Nygaard). Bereits 1935, im Gefolge des Todes von Nygaard, wandelte sich die Verlagsfirma im Zuge der Erbschaftsverhandlungen in einen Konzernbetrieb, wobei Nygaards Sohn, Mads Wiel Nygaard, Vorstandsvorsitzender und oberster Chef wurde.
Aschehoug verlegte über die Jahre wie z. B. Suhrkamp in Deutschland eine zunehmend große Zahl bedeutender Bücher, darunter die Werke von Sigrid Undset, Fridtjof Nansen, Johan Falkberget, Hans E. Kinck, Aksel Sandemose und Arne Garborg – allesamt Schriftsteller, die gegenwärtig zu den modernen Klassikern der norwegischen Literatur gehören.
Seit 1973 wird jährlich der vom Aschehoug-Verlag gestiftete renommierte Aschehoug-Literaturpreis an Schriftsteller aus Norwegen verliehen, die laut Jury-Entscheid der norwegischen Literaturkritiker-Vereinigung ein aktuell herausragendes norwegischsprachiges Werk veröffentlicht haben.

## Geschäftssparten
Das Verlagsprogramm teilt sich in drei Hauptsparten: 1. Belletristik (einschließlich Kinder- und Jugendliteratur), 2. Sachliteratur und Populärwissenschaft sowie Handbücher zu Hobbys aller Art, 3. Lehrbücher jeden Levels, einschließlich Hochschulliteratur. Bei Lehr- und Standardbüchern ist der Verlag in Norwegen marktführend.
Die Aschehoug Agentur wurde 2004 gegründet, um die Auslands-Lizenzierungsrechte von Forlaget Oktober, Aschehoug und Universitetsforlaget zu vertreten. Aschehoug hält Geschäftsanteile an diversen norwegischen Verlagen, darunter:
- Universitetsforlaget (100 %) – der größte akademische Verlag Norwegens
- Oktober-Verlag (Forlaget Oktober, 91 %) – ehemals ein links-marxistischer Verlag, heute ein Belletristik-Verlag
- Norli Gruppen (100 %) – Buchhandelskette
- Lydbokforlaget (33 %) – Audiobücher
- De norske Bokklubbene (48,5  %) – Buchclubs
- Forlagsentralen (50 %) – Auslieferungsgroßhandel für mehr als 75 Prozent aller Bücher in Norwegen
- Kunnskapsforlaget (50 %) – publiziert gedruckte Enzyklopädien.

## Vorstandschefs
- William Martin Nygaard  (1900–1935)
- Mads Wiel Nygaard (1935–1952)
- Andreas Wiel Nygaard (1952–1955)
- Arthur Holmesland (1955–1973)
- William Nygaard (1974–2010)
- Mads Nygaard (2010–)

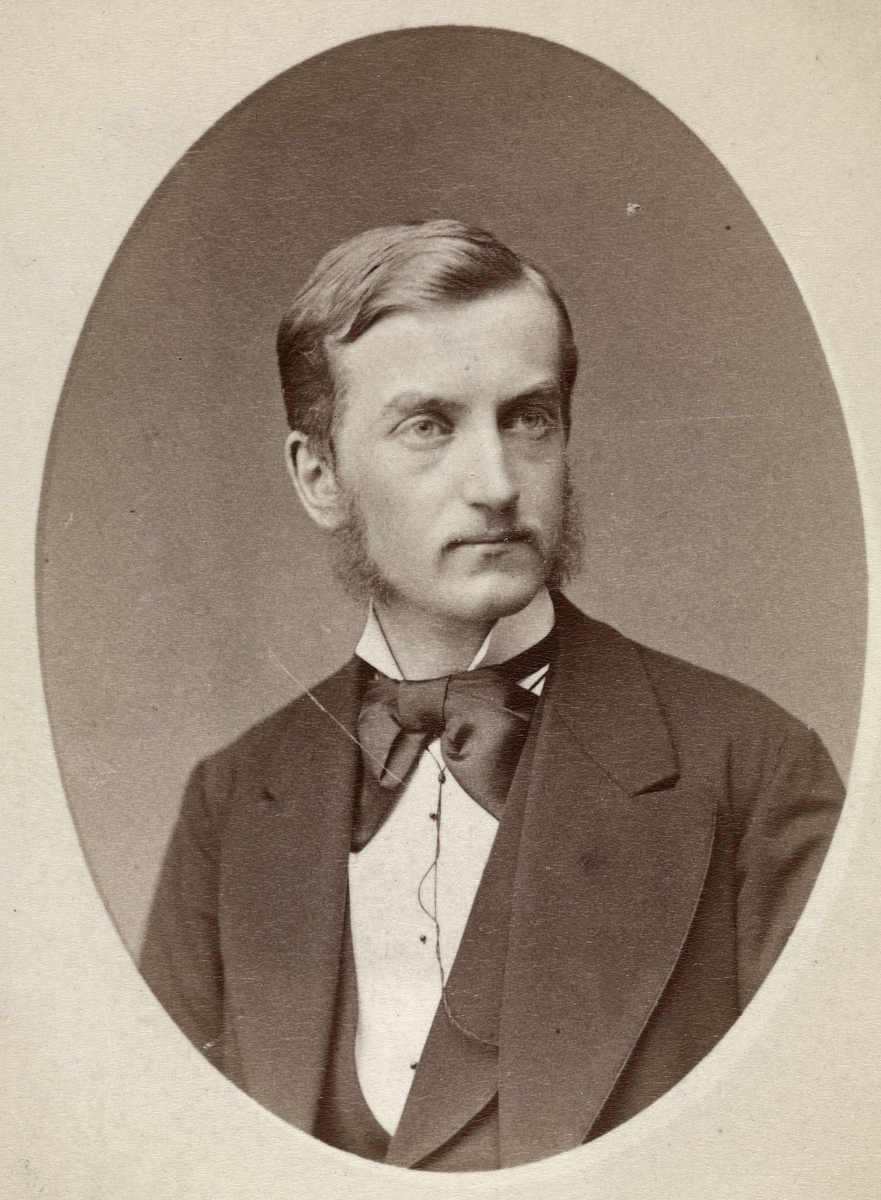
Halvard Aschehoug (1851–80)
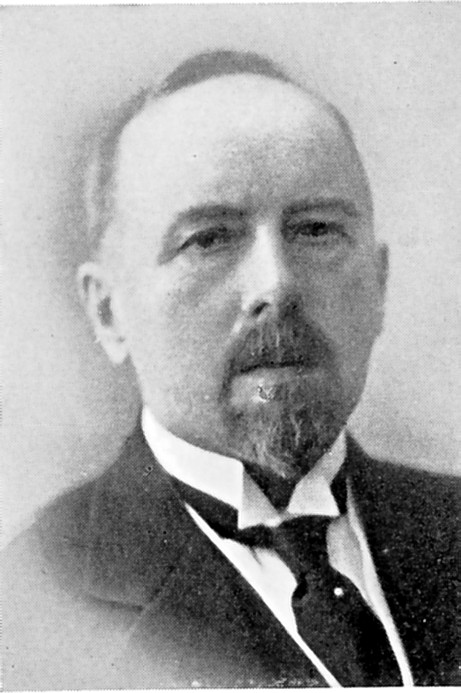
William Nygaard der Ältere, Verlagsgründer und Politiker
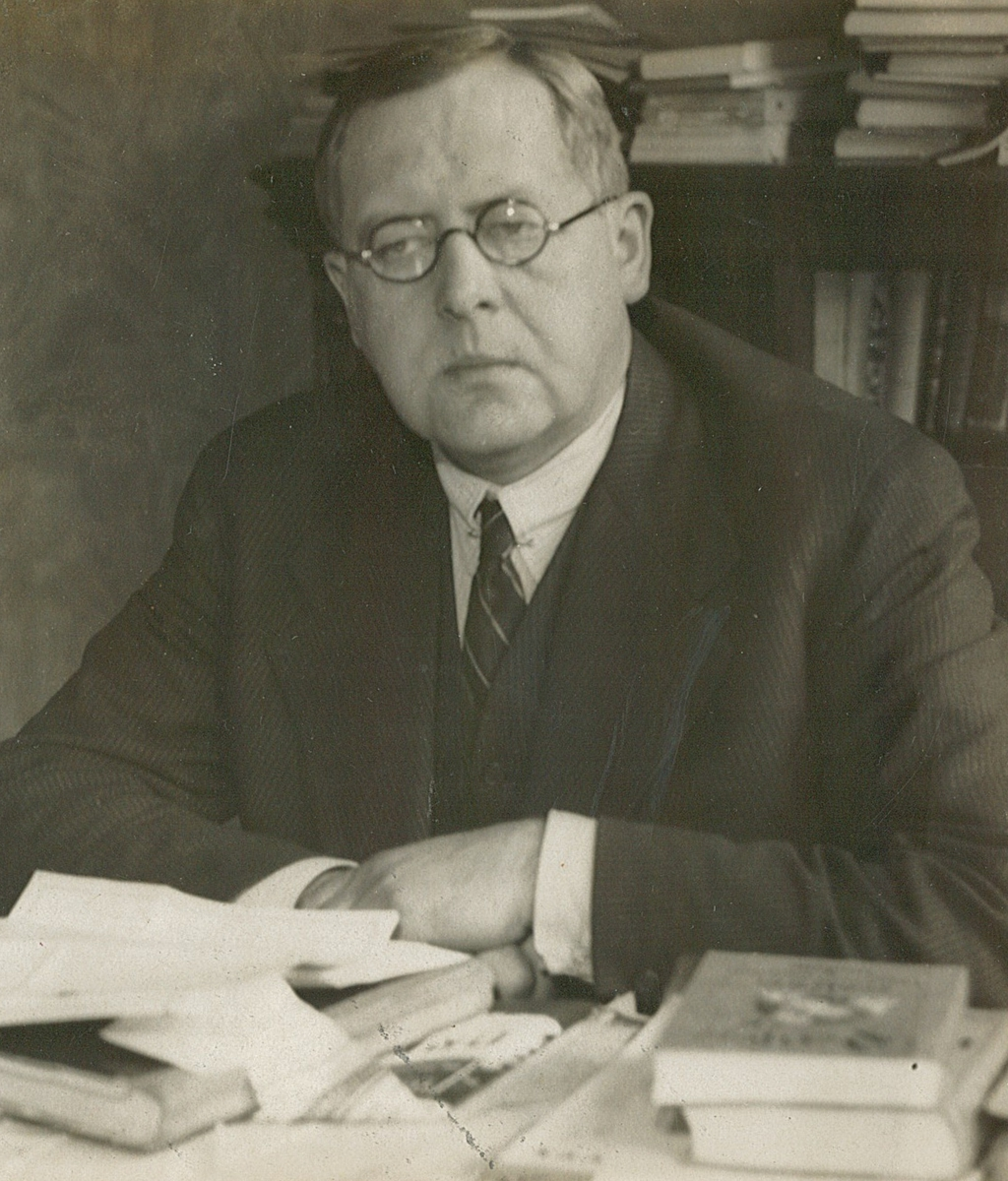
Mads Wiel Nygaard
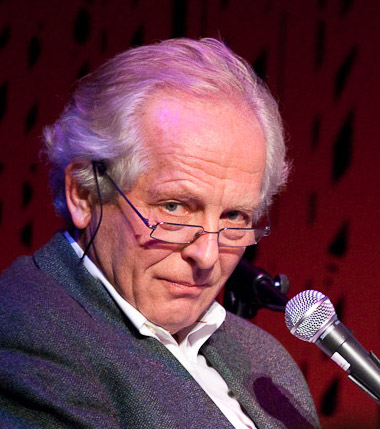
William Nygaard (Oktober 2009)